# الكلية الملكية للجراحين البيطريين
الكلية الملكية للجراحين البيطريين (بالإنجليزية: Royal College of Veterinary Surgeons)‏ هي الهيئة التنظيمية للجراحين البيطريين في المملكة المتحدة، أنشئت عام 1844 بمرسوم ملكي. وهي مسؤولة عن مراقبة المعايير التعليمية والأخلاقية والسريرية لمهنة البيطرية.
يجب تسجيل أي شخص يرغب في الممارسة كطبيب بيطري في المملكة المتحدة مع الكلية الملكية للجراحين البيطريين.